# Swiernalis
Swiernalis (zapis stylizowany: SWIERNALIS), właśc. Paweł Swiernalis (ur. 12 września 1989 w Suwałkach) – polski wokalista, autor tekstów, producent, muzyk i kompozytor.

## Życiorys
Urodził się w Suwałkach, gdzie mieszkał do 19 roku życia. Ukończył suwalskie II Liceum Ogólnokształcące im. gen. Zygmunta Podhorskiego. Nie uczęszczał do żadnej szkoły muzycznej, nauczył się grać na gitarze dzięki "ognisku" w lokalnym domu kultury. W 2011 roku startował w wyborach parlamentarnych w 39 okręgu (Poznań) jako reprezentant ruchu "Wolne Konopie" na liście Ruchu Poparcia Palikota.

## Kariera muzyczna
W 2008 roku po skończeniu II Liceum im. Gen. Zygmunta Podhorskiego w Suwałkach, wyprowadził się do Poznania celem rozpoczęcia nauki na nowo otwartej Szkole Fotografii. Alternatywą dla aparatu okazała się kariera producenta w szkole policealnej ROE (Regionalne Ośrodki Edukacyjne), gdzie powstał dwuletni kurs dający uprawnienia technika realizacji nagrań, który to ukończył w 2012 roku.
Pierwszym poznańskim zespołem, do którego dołączył jako wokalista, był "Twist the beast", grający psychodelicznego post-punka. Pod koniec 2011 roku poznał Paulinę Jarysz, swoją przyszłą managerkę, która namówiła go na spróbowanie solowego projektu. Tak powstał "Lord & the Liar", jednoosobowy projekt Swiernalisa, w którym pisał teksty oraz muzykę, a na potrzeby koncertów dobierał skład. Wielu muzyków miało swój epizod z tym projektem, między innymi Szymon Żurawski (szymonmówi), Tadeusz Wnuk (HEY HATO) czy Jakub Lemiszewski. "Lord & the Liar" charakteryzowały angielskie teksty o nocnym życiu i dekadenckich przygodach przy psychodeliczno-cyrkowych aranżach muzycznych. Od solowego aż do ośmioosobowego składu, zespół zagrał ponad 150 koncertów, w tym na takich festiwalach jak Opole Songwriters Festival, Halfway w Białymstoku, Suwałki Blues Festival, Asymmetry Festival we Wrocławiu oraz Zandari Festa w Seulu, stolicy Korei Południowej.
Kluczowy okazał się 2015 rok i festiwal Spring Break, gdzie zwrócił na siebie uwagę prestiżowego wydawnictwa Kayax. Rok później ukazała się jego płyta o tytule "DRAUMA" (neologizm powstały ze słów "dramat" i "trauma"), stanowiąca podsumowanie przeżyć z dzieciństwa i młodości. Produkcją albumu zajął się Paweł Cieślak z łódzkiego Hasselhoff Studio.
Z albumu "DRAUMA" pochodzą takie single jak "Sierść", "Chłopiec z papierosem" i "Dzikie Palmy", które to zwróciły uwagę jury i dały Swiernalisowi nominację do koncertu debiutantów na Festiwalu w Opolu, na którym finalnie nie pojawił się ze względów politycznych. W 2016 roku zdobył na Festiwalu Fama w Świnoujściu nagrodę im. Maksa Szoca za "nieszablonową i kreatywną postawę artystyczną", a rok później, w roku 2017, wygrał nagrodę Trytona "dla największej osobowości artystycznej" podczas tego samego festiwalu. Obecnie posiada swój stały skład, na który składa się czwórka muzyków: Kacper Budziszewski (Duit, Fismoll), Adam Fordon, Adam Świerczyński (Rosalie.) i Szymon Siwierski (MIST). Razem stworzyli aranżacje na drugi album, który niewątpliwie różni się energicznością od melancholijnej "DRAUMY".
4 września 2020 roku ukazał się drugi album artysty "Psychiczny fitness", nad którym pracował blisko cztery lata. Płyta powstała pod okiem Pawła Cieślaka w łódzkim Hasselhoff Studio, z wyjątkiem utworu „Blizny” wyprodukowanego przez Kubę Karasia z zespołu The Dumplings. Album, zwiastowały takie single jak „Blizny”, „Wirus” czy „Ogrodnik” nagrany z Piotrem Roguckim.
28 kwietnia 2023 roku premierę miał trzeci album Swiernalisa ''Stoicki Niepokój" ponownie nagrany we współpracy z Pawłem Cieślakiem w roli co-producenta. W pracy nad utworami, jak ii w nagraniach udział wziął zespół w postaci Adama Fordona, Adama Świerczyńskiego, Kacpra Budziszewskiego i Szymona Siwierskiego. Album promowały takie single jak "Kryptowaluta", "Myśliwy" czy "0048"
W 2016 roku dołączył do zespołu "hoszpital", który współtworzy do dziś jako basista.
Od 2022 roku z Michałem Kmieciakiem współtworzy duet "KRYSZTAŁY". 

## Dyskografia
Albumy studyjne
| Rok  | Dane dot. albumu                                                                                          |
| ---- | --- |
| 2016 | Drauma - Wydany: 9 września 2016 - Wytwórnia: Kayax - Format: CD, digital download, streaming             |
| 2020 | Psychiczny Fitness - Wydany: 4 września 2020 - Wytwórnia: Kayax - Format: CD, digital download, streaming |
| 2023 | Stoicki Niepokój - Wydany: 28 kwietnia 2023 - Wytwórnia: Kayax - Format: CD, digital download, streaming  |

Single
| Rok  | Tytuł                                     | Album              |
| ---- | ----------------------------------------- | ------------------ |
| 2016 | „Sierść”                                  | Drauma             |
| 2017 | „Chłopiec z papierosem”                   | Drauma             |
| 2018 | „Pergamin”                                | Drauma             |
| 2019 | „Blizny”                                  | Psychiczny Fitness |
| 2019 | „Szaleniec”                               | -                  |
| 2020 | „Wirus”                                   | Psychiczny Fitness |
| 2020 | „Ogrodnik” (feat: Piotr Rogucki)          | Psychiczny Fitness |
| 2020 | „Polska to kobieta” (oraz Michał Szpak)   | -                  |
| 2021 | „Tango” (oraz Sarsa)                      | Psychiczny Fitness |
| 2021 | "Ulica mała" (feat. Małgorzata Ostrowska) | -                  |
| 2021 | "Vulgar" (feat. WaluśKraksaKryzys)        | Psychiczny Fitness |
| 2022 | „Kryptowaluta”                            | Stoicki Niepokój   |
| 2022 | „Myśliwy”                                 | Stoicki Niepokój   |
| 2022 | "Nagasaki (Kayax XX Rework)               | -                  |
| 2022 | "Діти/Dzieci" (feat. Morphom)             | -                  |
| 2022 | "Part Time Filozof"                       | Stoicki Niepokój   |
| 2023 | "Acapulco" (feat. K-Essence)              | -                  |
| 2023 | "Cherry"                                  | Stoicki Niepokój   |
| 2023 | "0048"                                    | Stoicki Niepokój   |